# Maria de Valois
Maria de Valois (em francês:  Marie; Palácio de Fontainebleau, 1309 — Paris, 28 de outubro de 1328 ou 6 de dezembro de 1332) foi uma nobre francesa por nascimento e duquesa da Calábria pelo seu casamento com Carlos, Duque da Calábria.

## Família
Maria foi a filha primogênita fruto do terceiro casamento do conde Carlos de Valois com Matilde de Châtillon. Os seus avós paternos eram o rei Filipe III de França e sua primeira esposa, Isabel de Aragão. Os seus avós maternos eram Guido IV de Châtillon-Saint-Pol e Maria da Bretanha.
Ela teve três irmãos integrais, que eram: Isabel, esposa do duque Pedro I de Bourbon; Branca, esposa de Carlos IV do Sacro Império Romano-Germânico e Luís, conde de Alençon e de Chartres. 
Além destes, teve seis meio-irmãos por parte do primeiro casamento de seu pai com Margarida de Anjou, como o rei Filipe IV de França e Joana, Condessa de Hainaut, e mais quatro meio-irmãos, filhos da segunda esposa, Catarina de Courtenay, imperatriz titular de Constantinopla.

## Biografia
Maria e o duque Carlos se casaram no dia 4 de outubro de 1323, em Paris, e novamente, desta vez pessoalmente, no mês de maio de 1324. O duque, viúvo de Catarina de Áustria, era filho do rei Roberto I de Nápoles e da infanta Violante de Aragão e Sicília. 
A nobre ganhou a gratidão das mulheres da nobreza rural de Florença quando ela persuadiu o seu marido a permiti-las a usar o que pudessem pagar.
O casal teve cinco filhos, quatro meninas e um menino. Carlos morreu em 9 de novembro de 1328.
Há a possibilidade de que Maria tenha falecido na data de 28 de outubro de 1328, ou alguns anos mais tarde, em Paris, no dia de 6 de dezembro de 1332, entre 19 a 23 anos de idade. Foi sepultada na Basílica de Santa Clara, em Nápoles.

## Descendência
- Heloísa da Calábria (janeiro/fevereiro de 1325 – 27 de dezembro de 1325);
- Maria da Calábria (abril de 1326 – 1328), enterrada na Basílica de Santa Clara, em Nápoles;
- Carlos Martel da Calábria (13 de abril de 1327 – 21 de abril de 1327), enterrado na Basílica de Santa Cruz, na Florença;
- Joana I de Nápoles (1328 – 22 de maio de 1382), foi rainha soberana de Nápoles, casada quatro vezes e teve descendência;
- Maria da Calábria (1329 – 20 de maio de 1366), foi primeiro casada com o duque Carlos de Durazzo, com quem teve cinco filhos. Depois foi esposa de Roberto, senhor de Baux e conde de Avellino, e por fim, casou-se com Felipe II de Tarento, imperador titular de Constantinopla, com quem teve cinco filhos, todos mortos jovem.